# Fried Pál
Fried Pál (Budapest, 1893. június 16. – New York, 1976. március 6.) magyar-amerikai festőművész.

## Életpályája
Fried Ignác szabómester és Wittenberg Fanni fia. Budapesten Poll Hugónál, majd Párizsban tanult. Párizsban nagy hatással voltak rá a francia impresszionisták, különösen Pierre-Auguste Renoir és Edgar Degas. Az első világháború alatt Franciaországban fogságba esett (1914), öt év múlva szabadult (1919). Végigjárta Észak-Afrikát, majd visszatért Budapestre. A második világháború után, 1946-ban emigrált az Egyesült Államokba. 1947-ben meghívást kapott a New York-i Képzőművészeti Főiskolára. 1953-ban amerikai állampolgár lett.

### Munkássága
A Műcsarnokban mutatkozott be pasztellképeivel, melyeken a keleti világ témakörei, aktok és arcképek színpompás, érzéki előadásában, a nagypolgárságnak tetsző ízlésvilággal vonultak fel. Az Országos Magyar Képzőművészeti Társulat Téli Kiállításán (1926) és az Ernst Múzeumban (1932) vett részt csoportos kiállításon. A későbbiekben filmsztárok hatásos portréfestészetével vált ismertté (Marilyn Monroe).

## Festményei
- Párizsi utcai jelenet
- Fiú szamárral
- Fekete kesztyű
- A táncos
- Kánkán
- Afrikai szépségek
- Afrika: kék és piros fejkendők
- Marokkói nők a Kasbah előtt
- Három balerina
- Rózsaszín balerina
- Alvó balerina
- Night Club táncos
- A rajongó
- Boleró
- Fiatal szépség kalapban és fátyolban (1940)
- Washington Square Park, New York
- Rodeo Ride
- Lány napernyővel

## Fordítás
- Ez a szócikk részben vagy egészben  a   Pál Fried című angol Wikipédia-szócikk ezen változatának fordításán alapul.  Az eredeti cikk szerkesztőit annak laptörténete sorolja fel. Ez a jelzés csupán a megfogalmazás eredetét és a szerzői jogokat jelzi, nem szolgál a cikkben szereplő információk forrásmegjelöléseként.